# Azadeh
Azadeh (auch Āsādeh, Azade oder Āsāde, persisch آزاده, DMG Āzāde, ‚freigebig; edel; freimütig‘) ist ein weiblicher Vorname aus dem Persischen.

## Bedeutung
Übersetzt bedeutet der Name auch Freidenker. Das Wort war ursprünglich ein Adjektiv und nicht geschlechtsbezogen. Azadeh ist ein substantiviertes Adjektiv – in der persischen Grammatik keine Seltenheit. Dieses Phänomen wird in der persischen Grammatik صفتی که به جای اسم نشسته است, DMG ṣefatī ke be-ǧā-ye esm nešaste ast, „Adjektiv, das anstelle des Nomens gesetzt ist“ genannt. Azadeh ist nicht mit Azadi (persisch آزادى, DMG āzādī, ‚Freiheit‘) zu verwechseln. Somit ist Azadeh grammatisch nicht die weibliche Form von Azad (persisch آزاد, DMG Āzād, ‚frei; der/die Freie‘), einer ebenfalls geschlechtsneutralen Bezeichnung, die aber ausschließlich als männlicher Vorname in Gebrauch ist.

## Bekannte Namensträger
- Azade Köker (* 1949 in Istanbul) ist eine in Berlin lebende türkische Bildhauerin und Malerin.
- Azadeh Moaveni (* 1976), iranisch-amerikanische Journalistin
- Pooyan Azadeh (* 1979), deutsch-iranischer Pianist
- Azadeh, die legendäre Lieblingskonkubine von Bahram V.